# Arthur J. Ornitz
Pour les articles homonymes, voir Ornitz.

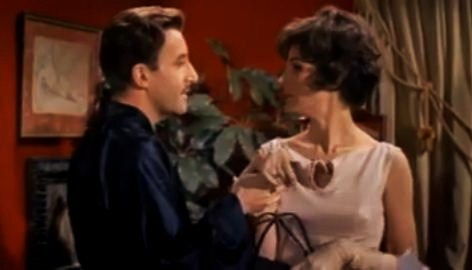
Deux copines, un séducteur (1964) :
Peter Sellers et Paula Prentiss

Arthur J. Ornitz (parfois crédité Arthur Ornitz), né le 28 novembre 1916 à New York (État de New York), ville où il est mort le 10 juillet 1985, est un directeur de la photographie américain, membre de l'ASC.

## Biographie
Après une première expérience comme chef opérateur sur un court métrage documentaire américain de Joris Ivens sorti en 1940, Arthur J. Ornitz collabore à quatre films danois (dont trois réalisés par Astrid Henning-Jensen) sortis de 1950 à 1952.
Son premier film américain est La Déesse de John Cromwell (1958, avec Kim Stanley et Lloyd Bridges). Le dernier est La Folie aux trousses de Sidney Poitier (1982, avec Gene Wilder et Gilda Radner). Entretemps, citons Requiem pour un champion de Ralph Nelson (1962, avec Anthony Quinn et Mickey Rooney), Minnie et Moskowitz de John Cassavetes (1971, avec Gena Rowlands et Seymour Cassel), Serpico de Sidney Lumet (film américano-italien, 1973, avec Al Pacino et John Randolph), ou encore Une femme libre de Paul Mazursky (1978, avec Jill Clayburgh et Alan Bates).
Pour la télévision, hormis la série East Side/West Side en 1964 (un épisode), Arthur J. Ornitz travaille sur dix téléfilms diffusés entre 1964 et 1983.
Il est le fils du scénariste américain Samuel Ornitz (1890-1957).

## Filmographie partielle

### Cinéma
(films américains, sauf mention contraire ou complémentaire)
- 1940 : Power and the Land de Joris Ivens (court métrage documentaire)
- 1951 : Ukjent mann d'Astrid Henning-Jensen (film danois)
- 1958 : La Déesse (The Goddess) de John Cromwell
- 1961 : Les Blouses blanches (The Young Doctors) de Phil Karlson
- 1961 : The Shoes d'Ernest Pintoff (court métrage)
- 1962 : Connection (The Connection) de Shirley Clarke
- 1962 : Requiem pour un champion (Requiem for a Heavyweight) de Ralph Nelson
- 1963 : Act One de Dore Schary
- 1964 : Deux copines, un séducteur (The World of Henry Orient) de George Roy Hill
- 1965 : Des clowns par milliers (A Thousand Clowns) de Fred Coe
- 1967 : The Tiger Makes Out d'Arthur Hiller
- 1967 : Le Songe d'une nuit d'été (A Midsummer Night's Dream) de George Balanchine et Dan Eriksen (ballet filmé)
- 1968 : Charly de Ralph Nelson
- 1969 : Change of Mind de Robert Stevens
- 1969 : Me, Natalie de Fred Coe
- 1970 : La Fiancée du vampire (House of Dark Shadows) de Dan Curtis
- 1970 : Les Garçons de la bande (The Boys in the Band) de William Friedkin
- 1971 : Minnie et Moskowitz (Minnie and Moskowitz) de John Cassavetes
- 1971 : Le Dossier Anderson (The Anderson Tapes) de Sidney Lumet
- 1972 : Possession meurtrière (The Possession of Joel Delancy) de Waris Hussein
- 1973 : Serpent noir (Black Snake) de Russ Meyer
- 1973 : Serpico de Sidney Lumet (film américano-italien)
- 1973 : Police Connection (Badge 373) d'Howard W. Koch
- 1974 : Un justicier dans la ville (Death Wish) de Michael Winner
- 1974 : La Loi et la Pagaille (Law and Disorder) d'Ivan Passer
- 1976 : Next Stop, Greenwich Village de Paul Mazursky
- 1977 : Thieves de John Berry
- 1978 : L'Histoire d'Olivier (Oliver's Story) de John Korty
- 1978 : Une femme libre (An Unmarried Woman) de Paul Mazursky
- 1981 : L'Élu (The Choosen) de Jeremy Kagan
- 1982 : La Folie aux trousses (Hanky Panky) de Sidney Poitier

### Télévision
(téléfilms, sauf mention contraire)
- 1964 : A Carol for Another Christmas de Joseph L. Mankiewicz
- 1964 : East Side/West Side (série), saison unique, épisode 17 It's War, Man de Daniel Petrie
- 1973 : À pleins chargeurs (Honor Thy Father) de Paul Wendkos
- 1977 : The Quinns de Daniel Petrie
- 1979 : Mayflower : The Pilgrims' Adventure de George Schaefer
- 1980 : Hardhat and Legs de Lee Philips
- 1980 : Sursis pour l'orchestre (Playing for Time) de Daniel Mann
- 1983 : Le Prisonnier (Jacobo Timerman : Prisoner Without a Name, Cell Without a Number) de Linda Yellen